# Dampierre-sur-Avre
Dampierre-sur-Avre ist eine französische Gemeinde mit 763 Einwohnern (Stand: 1. Januar 2022) im Département Eure-et-Loir in der Region Centre-Val de Loire; sie gehört zum Arrondissement Dreux und zum Kanton Saint-Lubin-des-Joncherets.

## Geographie
Dampierre-sur-Avre liegt an der Avre und an der Grenze zum Département Eure, etwa 45 Kilometer nordwestlich von Chartres. Umgeben wird Dampierre-sur-Avre von den Nachbargemeinden Droisy im Norden, Nonancourt im Nordosten, Saint-Lubin-des-Joncherets im Osten, Prudemanche im Süden, Bérou-la-Mulotière im Südwesten sowie Acon im Westen und Nordwesten.
Das Gemeindegebiet wird vom Fluss Avre und seinem Nebenfluss Meuvette durchquert. Durch die Gemeinde verläuft die Route nationale 12.

## Bevölkerungsentwicklung
| Jahr                       | 1962 | 1968 | 1975 | 1982 | 1990 | 1999 | 2006 | 2020 |
| Einwohner                  | 336  | 275  | 248  | 320  | 532  | 611  | 694  | 746  |
| Quellen: Cassini und INSEE |      |      |      |      |      |      |      |      |

## Sehenswürdigkeiten
- Dolmen von Badinville
- Kirche Saint-Pierre, Monument historique seit 1926

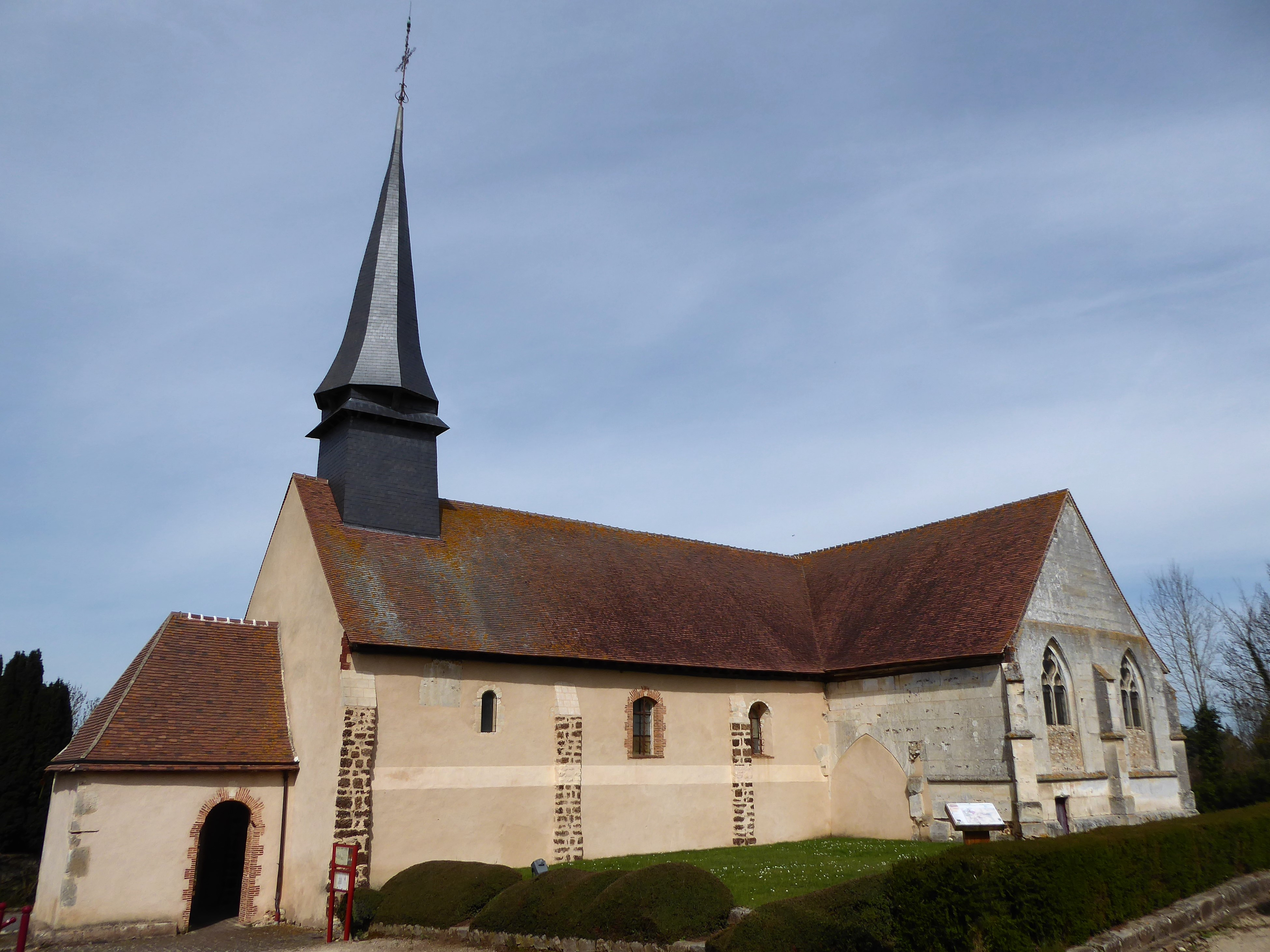
Kirche Saint-Pierre
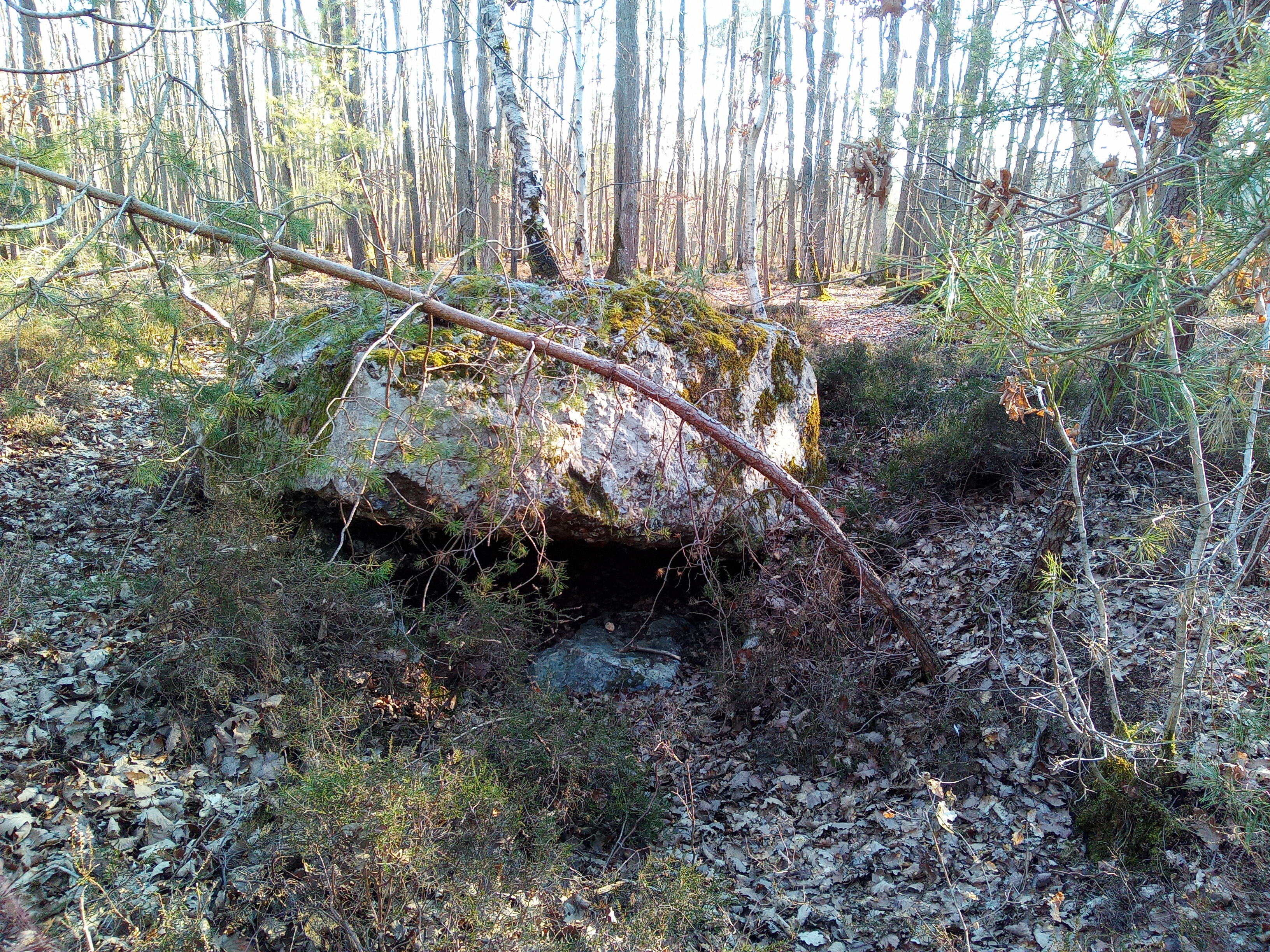
Dolmen von Badinville